# Пирамиды Гуимар

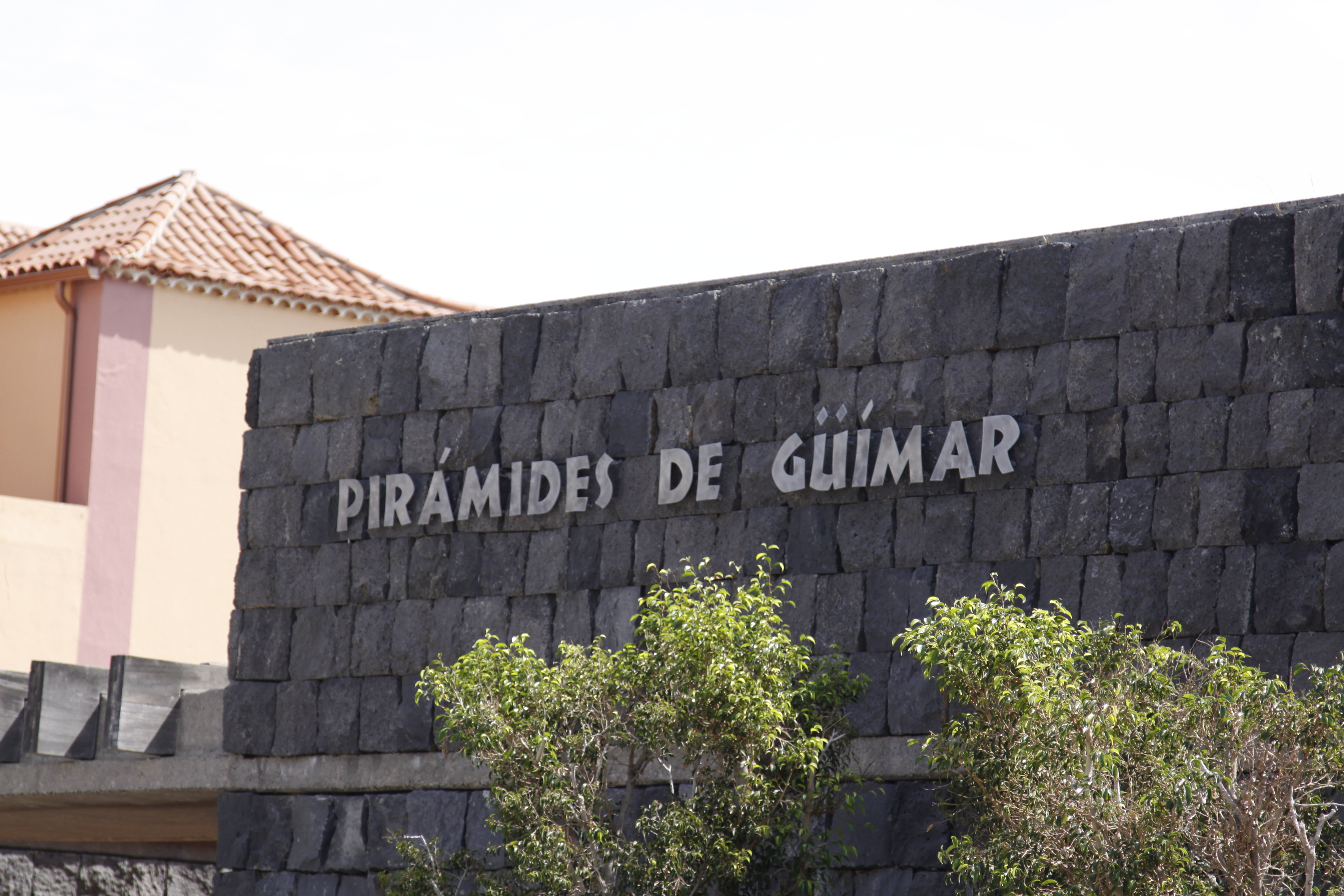

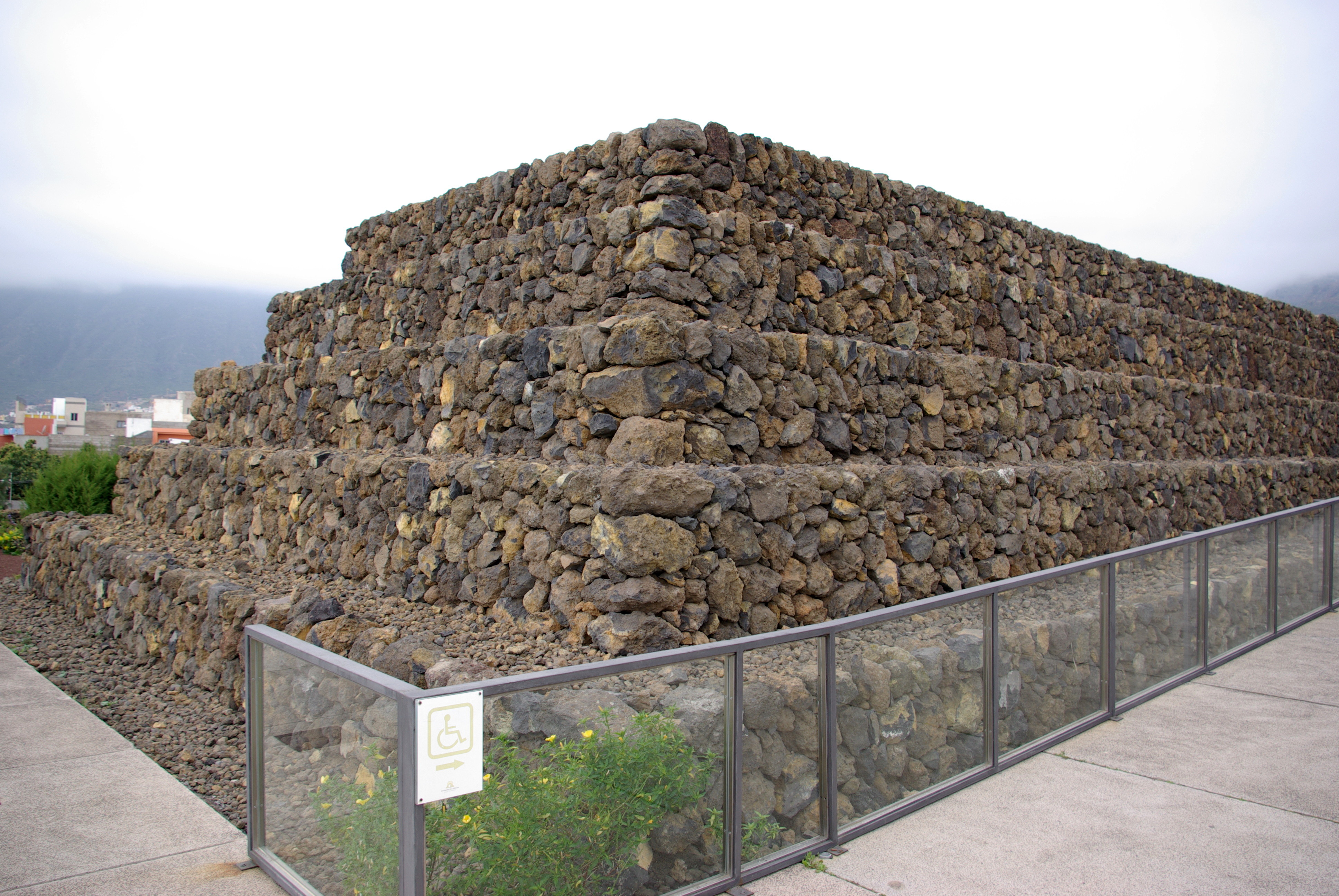

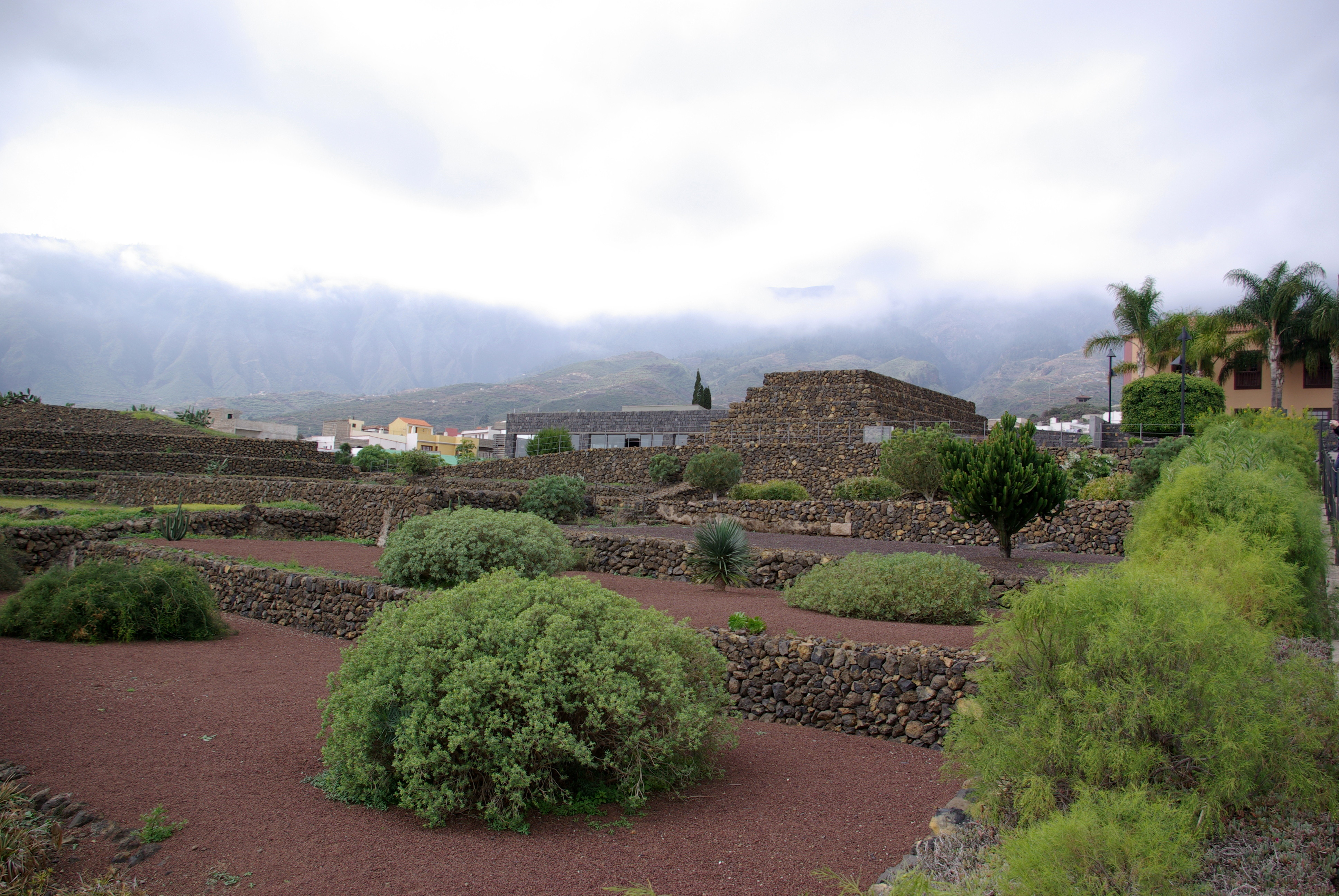

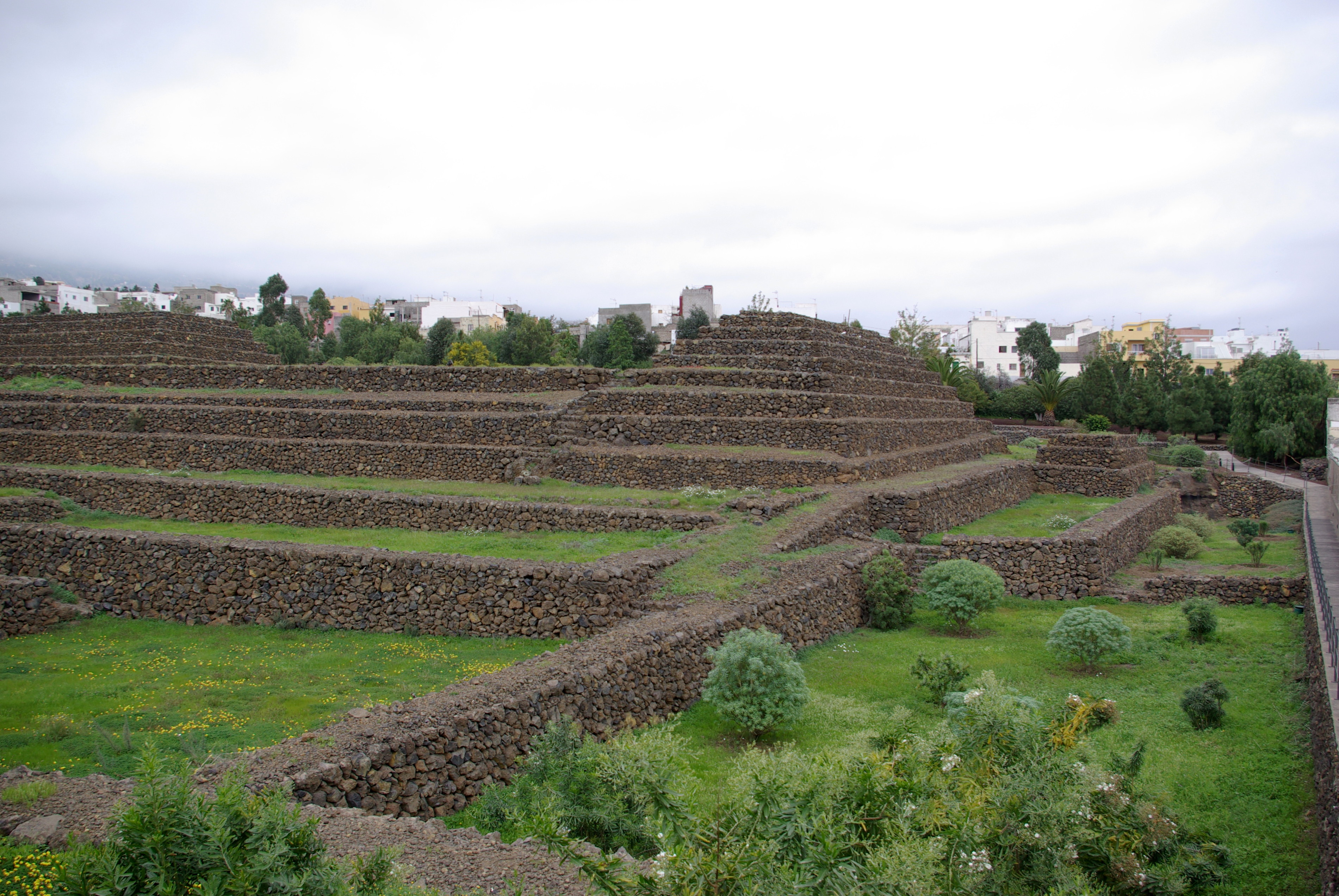

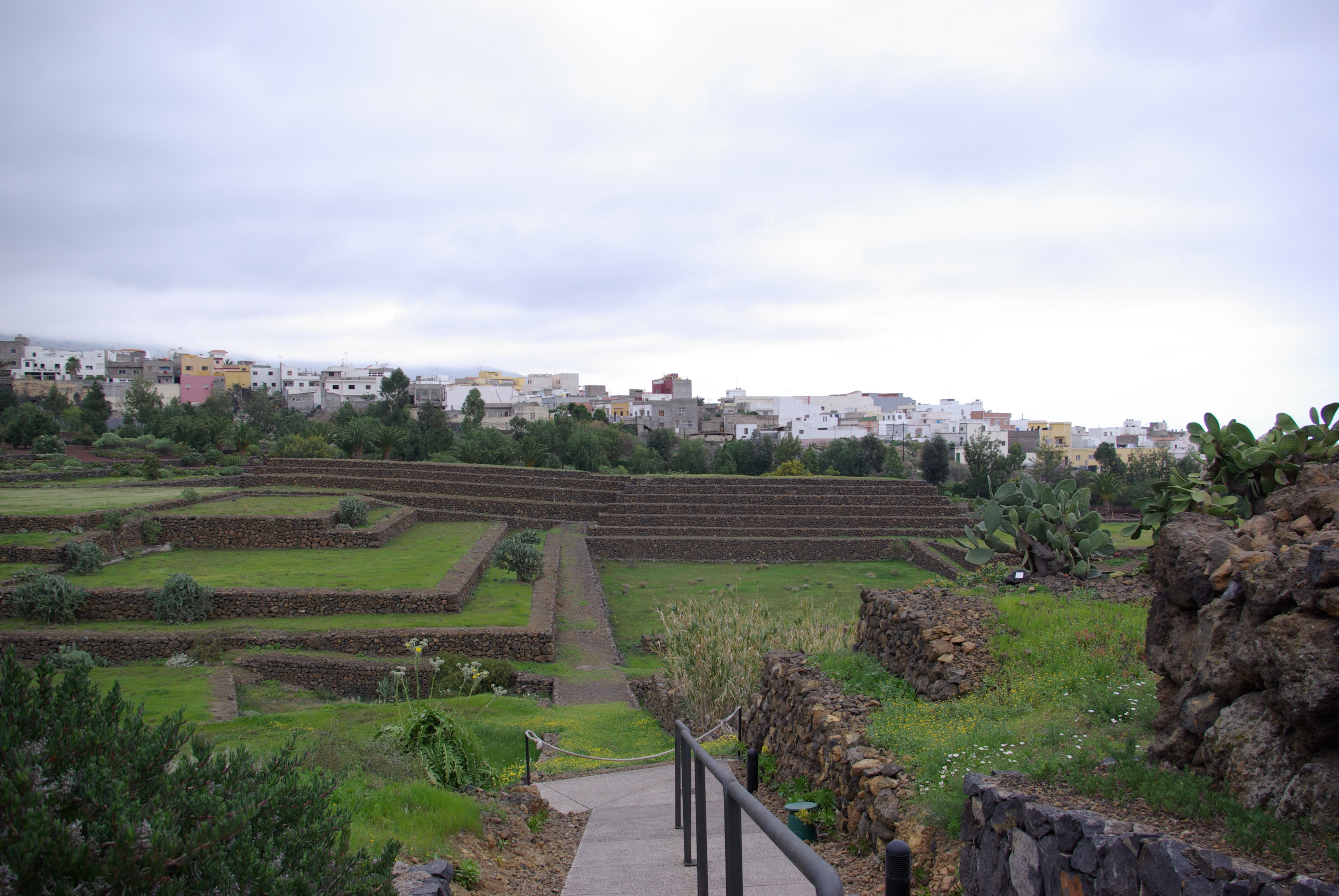

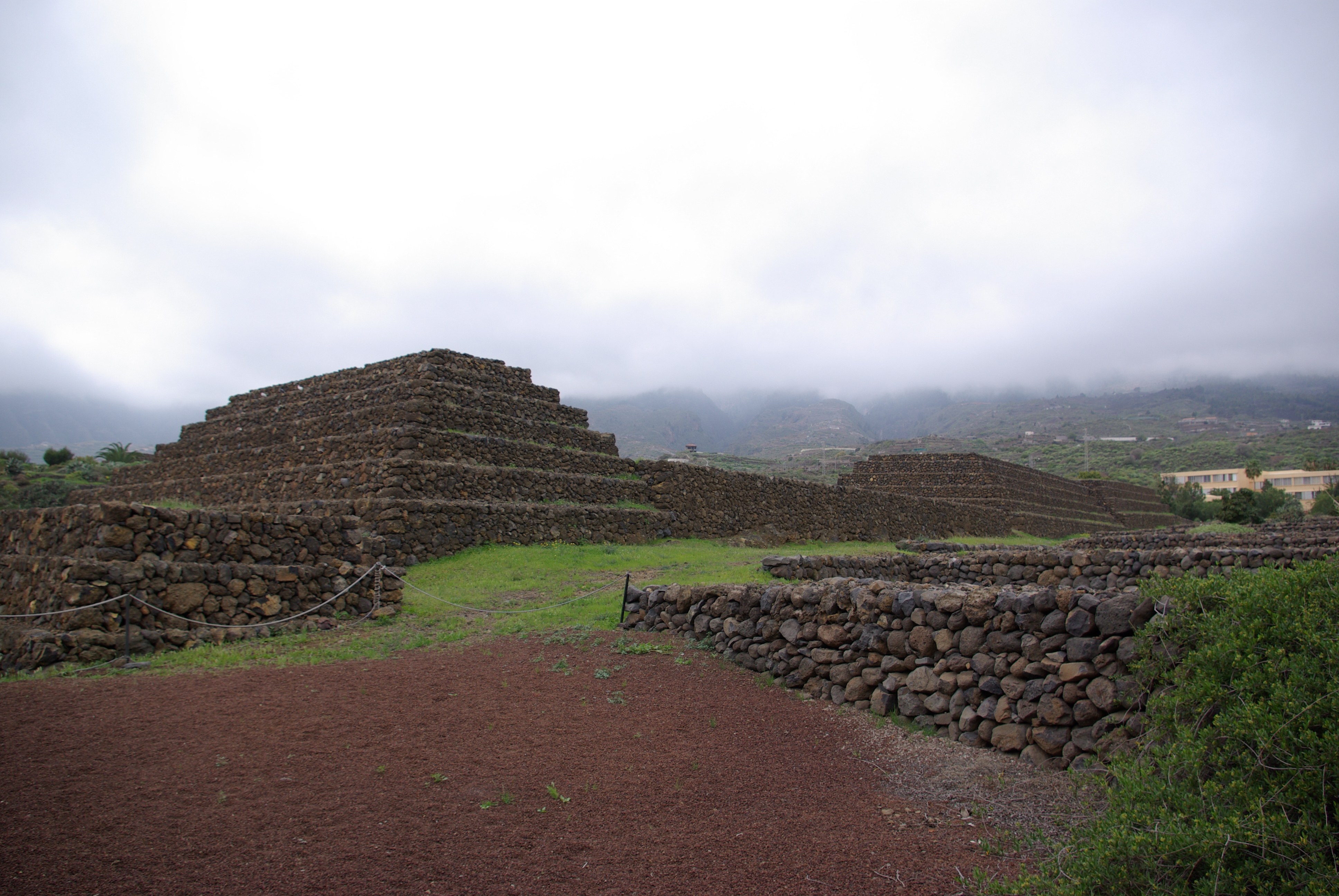

Пирами́ды Гуи́мар (исп. Pirámides de Güímar) — шесть ступенчатых пирамид, расположенных в городе Гуимар на юго-восточном побережье острова Тенерифе, входящего в Канарские острова. По мнению большинства учёных, эти сооружения не являются памятниками древности, и были нагромождены в новое время местными фермерами, которые при вспашке земли имеют обычай складывать найденные камни на границах полей. Это было распространённой практикой на Канарских островах, особенно во второй половине XIX века. В то же время, по словам местных жителей и согласно старинным изображениям, такие пирамиды издавна существовали во многих местах острова, но были снесены из-за их предполагаемой бесполезности и использовались как источник дешёвого строительного материала. Непосредственно в Гуимаре было девять пирамид, из которых сохранились только шесть.

## Пирамиды
Пирамиды расположены на территории этнографического парка площадью в несколько гектаров. У всех шести сохранившихся пирамид прямоугольное основание, длина граней от 15 до 80 метров, высота — до 12 метров. На пирамидах №5 и №6 проводились масштабные реконструкции в конце 1990-х — начале 2000-х годов, на остальных пирамидах проводились незначительные реставрационные работы. В 1992 году археологами университета «Ла Лагуна» были проведены раскопки на территории парка. В пещере под пирамидой №1 были обнаружены кости, керамика и различные артефакты, принадлежащие культуре гуанчей. Радиоуглеродный анализ отнёс эти находки к 680−1020 гг. н.э. В результате раскопа между пирамидами №2 и №3 во втором слое (25 см) обнаружили остатки домашней утвари, керамики и виноградную лозу. Этот слой датировали второй половиной XIX — первой половиной XX века. Третий слой (50−150 см) содержал вулканические камни, гравий, а также традиционную для Канарских островов утварь и импортную керамику. Время постройки пирамид установить не удалось. Ежегодно пирамиды посещают свыше ста тысяч туристов. 
В хронике летописца-монаха Хуана де Абреу Галиндо (Juan de Abreu Galindo, 1632) есть текст, описывающий как аборигены острова возводили и использовали эти сооружения:
Они складывали много камней в форме пирамиды, стараясь сделать её как можно более высокой, насколько ничем не скрепляемые камни им это позволяли. В эти дни они устраивали обрядовые поклонения: все собирались вокруг куч камней, танцевали, пели заунывные песни, боролись друг с другом и устраивали другие состязания, которые обычно служили им в качестве развлечений. Вот такими были эти их праздники поклонения.

## Теория Хейердала
В 1991 году пирамиды изучил известный путешественник Тур Хейердал. Обнаружены отчётливые следы обработки камней на углах пирамид, а также что земля перед строительством пирамид была выровнена. Материал — это не круглые валуны с местных полей, а куски лавы. Хейердал также выступил с мнением об астрономической ориентации пирамид. В день летнего солнцестояния с платформы на вершине наибольшей пирамиды можно наблюдать двукратный заход солнца: солнце исчезает за горной вершиной, затем снова появляется, заходит за соседнюю вершину второй раз. У всех пирамид на западной стороне имеются лестницы, которые утром в день зимнего солнцестояния ведут в направлении восходящего солнца.
Хейердал так и не смог узнать возраст пирамид или ответить на вопрос, кем они были построены. Однако твёрдо известно, что в пещере под одной из пирамид жили гуанчи — аборигены Канар. Гуимар, вплоть до испанского завоевания Канарских островов в конце XV века, был резиденцией одного из 10 менсеев (вождей) Тенерифе. Примечательно, что по сообщению Плиния Старшего, Канарские острова были необитаемы во времена Ганнона Мореплавателя (приблизительно 600 до н. э.), но, однако, на них были расположены руины больших сооружений. Происхождение гуанчей не совсем ясно. Переправа к Канарским островам от ближайшего побережья в южном Марокко трудна из-за морских течений, в то же время она осуществляется намного проще из Европы и Средиземноморья.
Хейердал выдвинул гипотезу, по которой Канарские острова в древности были перевалочным пунктом на пути между Америкой и Средиземноморьем. Самый быстрый маршрут между этими двумя частями света действительно проходит через Канарские острова — это использовалось, например, Христофором Колумбом. Ещё в 1970 году Хейердал показал, что судоходство между Северной Африкой и Карибским морем возможно, проплыв от Марокко до Барбадоса на папирусной лодке «Ра II», построенной по древним технологиям.

## Туризм
В 1998 при материальной поддержке Тура Хейердала и его друга — норвежского судовладельца Фреда Олсена, был открыт этнологический парк пирамид Гуимар площадью 65 000 м². Информационный центр знакомит посетителей с экспедициями Хейердала и его теориями происхождения пирамид. Два павильона содержат выставки, посвящённые Хейердалу и модели его лодок, среди прочих экспонатов — макет «Ра II» в натуральную величину.